# انتخابات وهمية

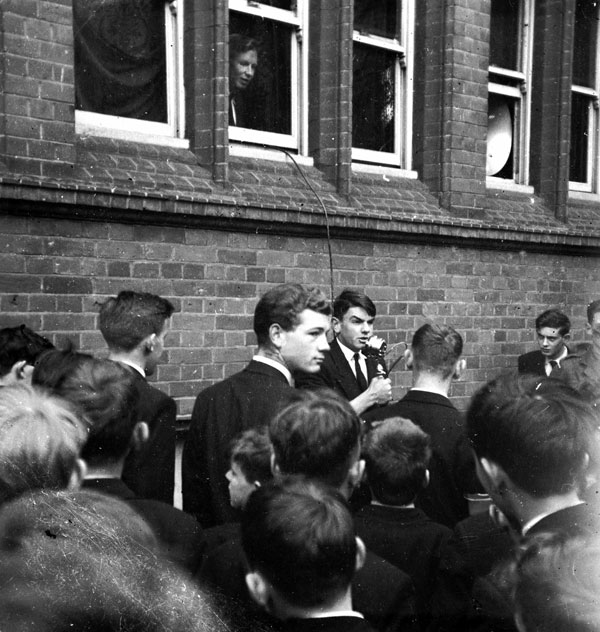

الانتخابات الوهمية هو مصطلح يُشير إلى الانتخابات التي يتم تنظيمها لأغراض تعليمية أو تحويلية.

## الانتخابات الوهمية لأغراض تعليمية
تنظم المدارس الثانوية انتخابات وهمية لتعريف الشباب بمفهوم الانتخابات قبل بلوغهم سن الاقتراع. تتيح هذه الانتخابات للمشاركين فهم الديموقراطية، وكذلك دور الحكومة والبرلمان.
وتلعب تجربة الانتخابات الوهمية دورًا في تشجيع ناخبي المستقبل على الادلاء بأصواتهم.

## الانتخابات الوهمية للتحول إلى انتخابات ديموقراطية
كوسيلة لإدخال الانتخابات الديموقراطية في بوتان، استعدادًا للانتخابات العامة البوتانية لعام 2008، تم إجراء انتخابات وهمية في الحادي والعشرين من إبريل عام 2007 لإعداد الشعب البوتاني للتحول الوشيك إلى الديموقراطية.